# Празьке повстання (1848)
Празьке повстання у червні 1848 року (чеськ. Pražské červnové povstání — Празьке червневе повстання, або чеськ. Svatodušní bouře, нім. Prager Pfingstaufstand — Святодухівська буря) — повстання широких верств населення Праги проти влади австрійських Габсбургів, найвище піднесення революційно-демократичного руху в чеських землях під час революції 1848—1849 в Австрії. Відбулося 12—17 червня.
Приводом до повстання став розстріл мирної маніфестації містян австрійськими військами. В місті почалося збройне повстання. Повстанці вимагали незалежності Чехії, запровадження демократичних свобод — загального виборчого права, скасування станів та станових привілеїв.
Празьке повстання було підтримане в інших містах Чехії й виступами селянства.

## Передреволюційна ситуація
Напередодні Весни народів чеське національне відродження виробило власну політичну програму. До 1845 року виникло ліберальне керівництво національним рухом, до якого увійшли Франтішек Рігер, Франтішек Браунер, Алоїз Православ Троян та деякі інші діячі. Лідером руху став Франтішек Палацький. Група об'єдналась на австрославістській основі. Соціальні питання займали в її програмі друге місце після національних. Але група ратувала і за демократичні свободи, за зміну громадського порядку в дусі австрославізму. Органом пропаганди стали «Празькі новини», які виходили двічі на тиждень, що виявилося в період революції недостатнім. Карел Гавлічек-Боровський, залишивши посаду редактора «Празьких новин», 5 квітня 1848 року заснував першу чеську щоденну газету «Народні новини», яка й стала органом національно-ліберальної партії.
З середини 40-х років стала також формуватися група радикальних демократів на основі політичного клубу «Рипіл», назва якого була запозичена у ірландців. Достовірних відомостей про діяльність цього клубу немає. Є припущення, що в ньому збиралися прогресивно мислячі представники празької інтелігенції, а також ремісники і представники дрібної буржуазії. У джерелах зустрічаються імена приблизно 40 осіб, які брали участь у зборах «Рипіла» напередодні революції. Керівниками зборів були юрист Вілем Гауч, адвокат Карел Гавлічек-Боровський, Карел Сабіна, Емануель Арнольд та ін. Дискутувалися питання, пов'язані з боротьбою проти абсолютизму і привілеїв шляхти, зі скасуванням панщини і феодальної експлуатації селян; висловлювались республіканські погляди. У політичних дискусіях рипілістів напередодні революції сформувалася політична програма, що відрізнялася антифеодальними, антицерковними і демократичними рисами.
Таким чином, безпосередньо перед революцією 1848—1849 років в чеських землях активізується політичне життя.

## Перебіг подій
Революція в Чехії розпочалась з мітингів і петицій, ініціатором яких була інтелігенція. Перший такий мітинг відбувся у Празі 11 березня 1848 року у Святовацлавських купальнях. В результаті довгих суперечок за проєктом, складеним ще 8 березня на попередній нараді і запропонованим Браунером, було прийнято текст петиції до імператора з викладенням основних вимог чеського народу. Ця петиція включала вимоги об'єднати Чехію, Моравію та Сілезію під управлінням загального сейму та фінансових інститутів, надати виборчі права всім прошаркам населення, зрівняти чеську мову з німецькою, ліквідувати панщину і привілеї шляхти, скоротити терміни військової служби з 8 до 4 років, встановити свободу друку, зборів і особисту безпеку, свободу віросповідання, знизити деякі податки.
Для остаточної редакції тексту петиції і надання її імператору збори утворили комітет, який отримав назву Святовацлавського. До цього комітету поряд з представниками чеської та німецької буржуазії увійшли й чеські аристократи — графи Войтех Дейм, Букуа і Франц Тун. Комітет розпочав роботу наступного дня і згодом підготував текст петиції, спробувавши відкинути з прийнятого 11 березня проєкту ряд найбільш радикальних пунктів, а вимогу скасування панщини і поміщицьких судів викласти як побажання про «реформу селянських відносин, що відповідають часу». Однак події, що розгорталися в Австрії, Франції та Німеччині, сприяли підйому революційних настроїв в Чехії, і 17 березня празькі робітники і дрібна буржуазія вимагали від членів Святовацлавського комітету повернення до початкового тексту проєкту. Комітету довелось поступитися, і 19 березня петиція була відправлена з депутацією до двору імператора.
Між тим у Відні 13 березня вибухнула революція. Імператор відправив у відставку канцлера Меттерніха, скасував цензуру й пообіцяв конституцію. Реакцією на чеську петицію став оприлюднений 23 березня «Кабінетний лист», який дозволяв використання чеської мови та формування збройних загонів. У Празі почалося формування Національної гвардії. Один із її загонів — Академічний легіон — складався зі студентів. Але серед чехів запанувало розчарування, оскільки імператор не дав ствердної відповіді на вимогу державної єдності чеських земель.
У Чехії в революційних виступах брали участь широкі народні маси. Особливою організованістю позначалися виступи робітників, які голосно заявили про свої права. Так, у березні 1,2 тис. празьких текстильників виступили з вимогою поліпшити житлові умови і встановити 10-годинний робочий день. Посилилася боротьба селян. У багатьох місцях селяни відмовлялися виконувати повинності, спалювали урбаріальні книги, вирубували панські ліси, захоплювали пасовиська й вимагали розподілу поміщицької землі.
29 березня 1848 року збори Святовацлавського комітету підготували другу петицію з вимогами чехів до імператора. Депутація комітету, яка вирушила до Відня, прибула туди в момент важкого становища уряду, який пішов на поступки. 8 квітня він визнав повну рівноправність мов, погодився на запровадження широкого виборчого права до сейму і створення вищих закладів Чеського королівства в Празі. Панщина була скасована патентом від 28 березня в усій монархії. Проголошувалась свобода друку та віросповідання, знижувались податки на виробництво продуктів харчування. Так були задоволені всі вимоги чеської петиції. Але проти ряду актів виступили німці, які висловлювались за приєднання чеських і австрійських земель до єдиної Німеччини, не бажаючи перетворюватись на національну меншину.
Приєднання до Німеччини не відповідало інтересам монархії. Тому австрійський двір вступив у співпрацю з чеською ліберальною буржуазією, яка ратувала за збереження Австрії.
Проєкт об'єднання з Німеччиною мав обговорюватись на т. зв. Франкфуртському парламенті, куди був запрошений від чехів Франтішек Палацький. Створення єдиної Німеччини призвело б до розпаду Австрії, існування якої він вважав гарантом безпеки малих народів Центральної та Південно-Східної Європи. Крім того Палацький не хотів допускати можливості перетворення Австрії на республіку, вважаючи перетворення можливими і у складі монархії. Ці міркування він виклав у спеціальному листі, що викликав великий суспільний резонанс.
10 квітня 1848 року в Празі виник Національний комітет зі 100 чоловік, здебільшого ліберальної та консервативної орієнтації. Комітет зайняв негативну позицію в питанні про вибори до Франкфуртського парламенту, які відбулися в округах з переважно німецьким населенням. Чехи участі у виборах не брали.
Політика революційної Німеччини викликала рішучий опір чехів. Вона дала можливість чеським політичним консерваторам проголосити гасло боротьби «цілого» народу проти німецького націоналізму, відволікаючи його від класової боротьби. З цією метою 30 квітня 1848 року виникло чеське політичне товариство «Слов'янська липа». Керівництво цим товариством належало спершу консерваторам та реакціонерам, але в його середовищі були й демократи, які об'єднувались навколо газети «Вісті слов'янської липи». Товариство здійснювало свою діяльність під гаслами національного рівноправ'я, захисту самостійності земель Чеського королівства від зазіхань франкфуртського парламенту, слов'янської взаємності тощо.
Посилення войовничих настроїв серед ідеологів пангерманізму спонукали чеських, словацьких, хорватських та інших слов'янських політиків до згуртування. 2 червня 1848 року у Празі розпочав роботу Слов'янський з'їзд, який становив певну альтернативу Франкфуртському парламенту й розглядався як прообраз майбутнього слов'янського наддержавного союзу.
Віденський уряд заборонив скликання загальнослов'янського з'їзду, але не заперечував проти зборів представників австрійських слов'ян. Австрославізм організаторів конгресу розглядався при дворі як передумова використання з'їзду проти революційних сил. Однак австрійська преса різних напрямів виступила проти ідеї з'їзду, вбачаючи в ньому панславістську демонстрацію. Негативною була реакція й угорського уряду, який зробив спробу переконати частину слов'ян відмовитися від участі в роботі з'їзду й домагався од Відня його заборони.
Програма роботи з'їзду передбачала обговорення таких питань: про значення та взаємовідносини слов'ян у Австрійській імперії; про ставлення слов'ян до інших народів монархії; про ставлення австрійських слов'ян до інших слов'янських народів; про ставлення до всіх інших європейських народів. На з'їзд прибуло понад 300 делегатів з різних слов'янських земель монархії. Більшість учасників форуму належала до ліберальної течії, але були й радикали від чеського «Рипілу», 35 делегатів репрезентували аристократів. До порядку денного було внесено питання про підготовку «Маніфесту» і петиції до імператора, про можливість утворення союзу слов'ян.
«Маніфест до європейських народів» — єдиний ухвалений на з'їзді документ — являв собою компромісний варіант на основі декількох проєктів, підготовлений Ф. Палацьким. В ньому містилися гасла рівності націй («природного права народів на національну свободу»), проголошувався принцип соціальної рівності й засуджувалися станові привілеї. Поряд із цим у «Маніфесті» й особливо у проєкті петиції імператору, який так і не було затверджено у зв'язку з передчасним завершенням з'їзду, проводилася ідея збереження Австрійської імперії у вигляді конституційного союзу рівноправних народів під скіпетром династії Габсбургів. Принцип побудови австрійської федерації в документах з'їзду детально не розглядався. 12 червня 1848 року, після початку повстання в Празі, Слов'янський з'їзд закрився.
Повстання спалахнуло раптово. Значною мірою його спричинив демонстративний військовий вишкіл 40-тисячного гарнізону Праги, який здійснювався за наказом його командувача — князя Альфреда Віндішгреца. Празькі студенти, зібравшись на мітинг 11 червня, зажадали виведення військ із міста взагалі. Незабаром у різних районах Праги відбулися напади вояків на робітників і студентів. У відповідь стихійно формувалися загони опору, споруджувалися барикади. У бойових діях брали участь радикально налаштовані люди, незалежно від національної приналежності. Однак німецькі газети трактували події на вулицях Праги як виступи чехів проти німців, а дії Віндішгреца видавали за героїчні.
Реакційну роль під час повстання відіграла «Тимчасова урядова рада», утворена 7 червня. Її очолив земський президент граф Лев Тун. До складу Ради ввійшли провідні члени Національного комітету — Ф. Палацький, Ф. Рігер, Ф. Брандер та ін. Однак для чеських лібералів повстання виявилося цілковитою несподіванкою й не вписувалося в їхню стратегію дій. Тому вони своїм авторитетом намагалися вплинути на студентів, щоб ті припинили опір. З 15 червня австрійські війська обстрілювали Старе місто з важких гармат, там розпочалися пожежі. 17 червня повстанці капітулювали.
Одна з основних причин поразки Празького повстання полягала в тому, що німці і чеські ліберали відмовили йому в підтримці, вбачаючи у виступі лише «панславістську змову». Утім революційний вибух за своїм змістом був суто політичним, оскільки в ньому брали участь як чехи, так і окремі німці.

## Після повстання
Після поразки повстання в Празі було запроваджено воєнний стан: війська оточили підприємства, безробітних вислали з міста, а студентів-учасників заарештували. Однак за межами Чехії революція тривала. Був скликаний парламент, який законом від 7 вересня 1848 року скасував панщину, надавши селянам громадянські права та право власності на землю. Шляхта на отримані як викуп за панщину кошти відтепер мала змогу господарювати капіталістичним способом. Саме остаточне скасування феодальної залежності селян стало головним здобутком революції.
Після придушення за допомогою російських військ угорського повстання наприкінці жовтня 1848 року в моравському місті Кромержиж зібрався загальноімперський парламент. Його головним завданням була підготовка конституції, в розробці якої брала участь група чеських лібералів під проводом Ф. Палацького. 2 грудня 1848 року імператор Фердинанд I зрікся престолу на користь свого племінника, 18-річного Франца-Йосифа.
До березня 1849 року проєкт конституції був підготовлений. Але 7 березня імператор розпустив парламент, а до Кромержижа увів війська. Це викликало невдоволення в Чехії. Студенти створили в Празі революційний комітет, який разом із радикальними силами в Німеччині і Австрії розпочав підготовку до спільного виступу в Празі на 12 травня. Однак австрійська влада викрила плани змовників і 10 травня 1849 року провела масові арешти. У Празі знову було запроваджено воєнний стан, що діяв до 1853 року.
Після успішного наступу австрійських військ проти угорських революційних сил імператор Франц-Йосиф 4 березня 1849 року октруїрував (запровадив) конституцію. У ній проголошувалася неподільна конституційна австрійська спадкова монархія, а також рівність усіх націй, що входили до складу імперії. Конституція стала відповіддю на автономістські прагнення слов'ян. Однак після остаточного придушення революції централістично-абсолютистську систему було відновлено, а конституція так і не набула чинності.

## Наслідки
Головним підсумком революції 1848—1849 років в Чехії були аграрні реформи, які скасували феодальні повинності селян і перетворили їх на власників наділів. Це відкрило великий простір для розвитку капіталізму, незважаючи на домінування в селі поміщицької власності на землю і обтяження селян викупними платежами, а також повернення Габсбурзької монархії до абсолютистської форми правління. Скасування у 1850 році митного кордону між австрійською та угорською частинами імперії полегшила економічну експансію чеської буржуазії у південнослов'янські землі. Уряд підтримував розвиток промисловості шляхом будівництва залізниць, скасування цехових обмежень, заборони страйків, робочих зборів та організацій.
Невдоволення буржуазії абсолютистським режимом, наростання національного руху в імперії та її військові невдачі призвели до відновлення австрійським урядом станових сеймів земель у грудні 1860 року і розширення компетенції рейхсрату, до якого увійшли їхні делегати. У 1863 році було дозволено використовувати в установах мову, якою розмовляють більшість мешканців даного регіону.
Після того як Габсбурзька монархія стала двоєдиною державою, в австрійській її частині, куди входила Чехія, збереглись централістсько-германізаторські тенденції у внутрішній політиці. Австро-угорська угода 1867 року завдала удару надіям лідерів Національної партії на федералізацію імперії, представники якої подали декларацію до рейхсрату. Внаслідок довготривалої боротьби австрійський уряд був змушений піти на ряд поступок, однак повністю вирішити всі протиріччя так і не вдалося.